# Калёнкова, Татьяна Ивановна
Татья́на Ива́новна Калёнкова (21 ноября 1937 — 23 февраля 2021) — советский и российский скульптор, член-корреспондент РАХ (2009). Член СХ СССР (1966; СХР с 1991). Заслуженный художник Российской Федерации (1994). Народный художник Российской Федерации (2016).

## Биография
Родилась 21 ноября 1937 года в Москве в семье дипломата.
Окончила Московскую среднюю художественную школу АХ СССР. С 1958 по 1963 годы обучалась на отделении архитектурно-декоративной пластики в Московском высшем художественно-промышленное училище, её учителями по училищу были А. Д. Древин, Г. А. Шульц, С. Л. Рабинович, В. И. Козлинский, Г.И. Мотовилов, а также Е. Ф. Белашова и  В. Х. Думанян.
С 1960 года Т. И. Калёнкова была постоянной участницей московских, всероссийских и зарубежных выставок, а с 1974 года — всероссийских и международных конференций по скульптуре
Наиболее значимые работы Т. И. Калёнковой, созданные в области скульптурных портретов: скульптора А. Д. Древин (1969), живописца И. А. Старженецкая (1978), художника В. Е. Попков (2007) и скульптора Д. М. Шаховской (2010). В области скульптурных монументальных композиций: «Встреча» (1980), «Ткачихи» (1991), «Якорь» (1992), «Улитка» (1992) и «Памяти павших в Великой Отечественной войне» (2009).
В области скульптурных композиций: «Стихи» (1966), «Стадо» (1968), «Изба» (1969), «А. М. Коллонтай» (1969), «Игра» (1974), «Автопортрет с сестрой» (1988),  «Материнство» (1996—1997), «Утоли мою печаль» (1995), «Шахматы» (1999),  «Музыкант» (2010), «Ангел мой» (2012), «Озеро» (2013), торс «Золотой пляж» (2014). С 1994 по 1999 годы благодаря работе и стараниям Т. И. Калёнковой была воссоздана композиция «Святитель  Пётр с сопровождающими» в Храме Христа Спасителя.
Основные произведения Т. И. Каленковой находятся в Государственном Русском музее, Государственной Третьяковской галерее, а также в музеях и галереях России и в зарубежных коллекциях — Англии, Италии, Германии и Болгарии.
С 1966 года Т. И. Каленкова является членом Союза художников СССР (с 1991 года — Союза художников России). С 1974 по 1996 годы Т. И. Каленкова являлась членом Правления Секции скульптуры МОСХ.
С 2007 года Т. И. Каленкова — доцент кафедры изобразительного искусства Московского городского педагогического университета.
В 2009 году Т. И. Каленкова была избрана член-корреспондентом Российской академии художеств.
В 1994 году Т. И. Каленковой было присвоено почётное звание Заслуженный художник Российской Федерации, в 2016 году — Народный художник Российской Федерации.
Похоронена на Хованском кладбище (221 участок).

## Основные работы

### Скульптура
- 1966 год — «Стихи» (дерево)
- 1968 год — «Стадо» (бронза)
- 1969 год — Скульптор «А. Д. Древин» (бронза, СХР)
- 1969 год — «Изба» (бронза, ГТГ))
- 1969 год — Государственный деятель «А. М. Коллонтай» (кованая медь, ГРМ)
- 1974 год — «Игра» (бронза, ГТГ)
- 1978 год — Живописец И. А. Старженецкая (дерево)
- 1980 год — «Встреча» (Болгария),
- 1988 год — «Автопортрет с сестрой» (бронза, ГРМ)
- 1991 год — «Ткачихи» (Могилёв)
- 1992 год — «Якорь» (Москва)
- 1992 год — «Улитка» (Москва)
- 1995 год — «Утоли мою печаль» (дерево)
- 1996—1997 годы — «Материнство» (дерево)
- 1999 год — «Шахматы» (бронза)
- 1994—1999 годы — композиция «Святитель Пётр с сопровождающими» (Восточный фасад Храма Христа Спасителя в Москве)
- 2007 год — Художник «В. Е. Попков» (дерево)
- 2010 год — Скульптор «Д. М. Шаховской» (гипс)
- 2010 год — «Музыкант» (дерево)
- 2012 год — «Ангел мой» (дерево)
- 2013 год — «Озеро» (бронза),
- 2014 год — торс «Золотой пляж» (пластик)

### Мемориальные доски
- 1983 год — Поэту «А. Т. Твардовскому» (Москва)
- 1987 год — Академику Н. В. Мельникову (Москва)
- 1992 год — Академику Н. Н. Трапезникову (Москва)
- 2010 год — Генералу В. К. Пикалову (Москва)
- 2012 год — Герою Советского Союза М. Л. Гуревичу (Москва)
- 2012 год — Герою России А. А. Яцкову (Москва)

## Награды
- Орден «Знак Почёта» (1986)

### Звания
- Народный художник Российской Федерации (2016)
- Заслуженный художник Российской Федерации (29 декабря 1994) — за заслуги в области изобразительного искусства

### Другие награды
- Золотая медаль РАХ (2002)